# Prove di neutralizzazione
Le prove di neutralizzazione consistono nell'inattivazione dell'attività biologica di un antigene tossico (per esempio tossine batteriche o un virus), da parte del rispettivo anticorpo.

## Valori
La neutralizzazione dell'antigene può essere dimostrata inoculando il preparato, ottenuto mescolando l'antigene con il siero (immune o in esame), in animali da esperimento o in colture cellulari e osservando la comparsa o meno della malattia o degli effetti citopatici.  La comparsa della malattia è indice di negatività della reazione, contrariamente la mancanza di malattia è indice di positività.